# Герб Ряшева

Герб міста у складі Австрії

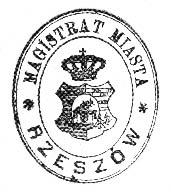
Печать Ряшева (2-га половина ХІХ ст.)

Герб Ряшева — одного із символів міста Ряшів, воєводського міста у Польщі, на річці Віслок. Певний час було центром Ряшівського воєводства. Розміщене на етнічних українських землях.

## Опис
Блазон: срібний лицарський хрест на синьому тлі. 

## Історія герба
Перша міська печатка, ймовірно, датується XV століттям, про що свідчить готична форма букв навколо хреста з прямими раменами. На наступній ренесансовій печатці хрест був трохи змінений. 
Наприкінці XVIII століття, коли Ряшів став частиною імперії Габсбургів, імператор Йосиф II видав наказ про затвердження місцевих гербів новопридбаних земель. Після реформ герб міста значно змінився. У центрі була кам'яна скриня, яка мала бути місцем зберігання привілеїв, наданих місту. На її стінці - старий герб міста - лицарський хрест і гірлянди з обох боків. На столітті лежала відкрита книга (символізувала освіту) та схрещені меч (символ відваги) та кадуцей (згідно міфології це знак миру та доброї торгівлі). 
Після повернення Польщею незалежності в 1918 році міська рада попросила міністра внутрішніх справ затвердити зміни в гербі Рішева. Ним повинен був стати срібний лицарський хрест на червоному полі (герб повинен був підкреслювати національні кольори). 1936 року Керівництво Союзу польських легіонерів доклало зусиль для включення Хреста Незалежності до герба Рашіва. Однак зрештою міська влада не отримала схвалення нового герба. Така ситуація тривала до 1939 року. За часів Польської народної республіки, згідно зі «сталіністською модою», герби міста були неактуальними, і не існувало закону, який би санкціонував їх вживання. Неофіційно Муніципальна народна рада в Ряшеві оживила довоєнний план і прийняла відновлення герба перед із срібним мальтійським хрестом на червоному полі. У 1970-х роках серед експертів з геральдики та історії Ряшева виникла суперечка про історичний фон герба. Нарешті, від 1975 року фон герба Ряшева синій. Постановою від 30 серпня 1990 р. Міська рада Ряшева підтвердила, що герб міста Ряшів є срібним лицарським хрестом на синьому полі. 